# 约翰·希克斯
约翰·理查·希克斯爵士（英語：Sir John Richard Hicks，1904年4月8日—1989年5月20日）是一名英国经济学家，在微观经济学、宏观经济学、经济学方法论，及经济史学方面卓有成就。1972年他与肯尼斯·约瑟夫·阿罗一起获得诺贝尔经济学奖。他被看作是20世纪最重要和影响最大的经济学家之一。他在经济学方面最有名的贡献是IS-LM模型，这个模型概括了凯恩斯主义对于宏观经济学的认识。另一个著名的贡献是他关于微观经济学中的消费者理论。诺贝尔委员会说，他获奖的原因是他“对总的来说经济平衡理论和福利理论的先驱贡献”。

## 生平
约翰·希克斯于1904年出生于英格兰沃里克，通过数学奖学金他得以于1917年至1922年在克利弗顿学院和1922年至1926年在牛津大学贝利奥尔学院学习。在他中学和大学初期希克斯的数学成绩非常优异，同时他还对文学和历史非常感兴趣。1923年他进入牛津大学新学院后转入“哲学、政治和经济”的領域，尽管他当时没有任何他选择的学科的适合条件。1926年希克斯获得牛津大学硕士学位，1932年获得牛津大学博士学位。在1930年代里经济学家很少，因此从1926年至1935年他在倫敦政治經濟學院教书来继续研究经济学。他开始从事实验经济学，描述工业关系，但是逐渐地他转向分析工作。他发现他疏忽已久的数学可以帮助他解决任何经济学中的问题。1935年他结婚。从1935年至1938年他在剑桥大学冈维尔与凯斯学院任教，在这段时间里他主要在写基于他在伦敦的工作成果的《價值與資本》。从1938年至1946年他在曼彻斯特大学任教授，在这里他完成了关于福利经济的主要工作，包括该成就在社会核算的应用。1946年他返回牛津大学，从1946年至1952年他在牛津大学纳菲尔德学院任研究员，从1952年至1965年任政治经济学教授，从1965年至1971年在牛津大学万灵学院任研究员。1943年希克斯当选英国科学院院士，1964年被封为爵士。

## 主要理论贡献
希克斯早期作为实验经济学家的成果主要集中在《工资理论》中（1932年首版，1963年再版），这部著作至今被看作是这个领域的经典。他与R·G·D·艾伦合作形成的两份关于價值觀的教科文于1934年出版。
希克斯的主要著作是1939年出版的《價值與資本》。这部著作基于序数功用和今天已经成为标准的消费者理论对替代效应和收入效应的区分，对一个两种商品的情况进行分析，并将这个分析推广到一种商品和复合商品的情况。通过需求和供应的关系它将个人与商业联合到了整个经济的总体重。它讨论了尤其是在资本商品股市上重要的总合问题。它将一般均衡理论介绍给了英语读者，并对该理论进行加工，使得它适用于动态分析，它首次试图对一般均衡提出坚固的稳定性条件。在他的分析过程中希克斯创建了比较静态分析。同年希克斯还提出了卡尔多-希克斯效率来比较不同的公共政策和经济状态。
在宏观经济学中希克斯最著名的贡献是IS-LM模型，它将约翰·梅纳德·凯恩斯的理论公式化。这个模型将经济描写为货币、消费和投资之间的平衡。1980年，在他死前，希克斯发表了一篇文章批评他自己提出的模型，确定这个模型忽略了凯恩斯理论中的一些关键成分，尤其是与不确定性有关的成分。
乘数-加速原理，用于解释经济周期。

## 主要著作
- 《價值與資本: 經濟理論的若干基本原則之探究》，1939初版，邢慕寰譯，臺北市 : 臺灣銀行, 1967
- 《工资理论》
- 《经济史理论》，厲以平譯，北京市 : 商務印書館, 1987
- 《需求理論之修正》，1956初版，邢慕寰譯，臺北市 : 臺灣銀行, 1967
- 《经济周期理论》
- 《凯恩斯经济学的危机》